# Poseł
Ten artykuł należy dopracować:

przedstawiono sytuację tylko z polskiej perspektywy – artykuł powinien być przekrojowy.
Pomóż go poprawić. Na stronie dyskusji mogą znajdywać się pomocne komentarze.

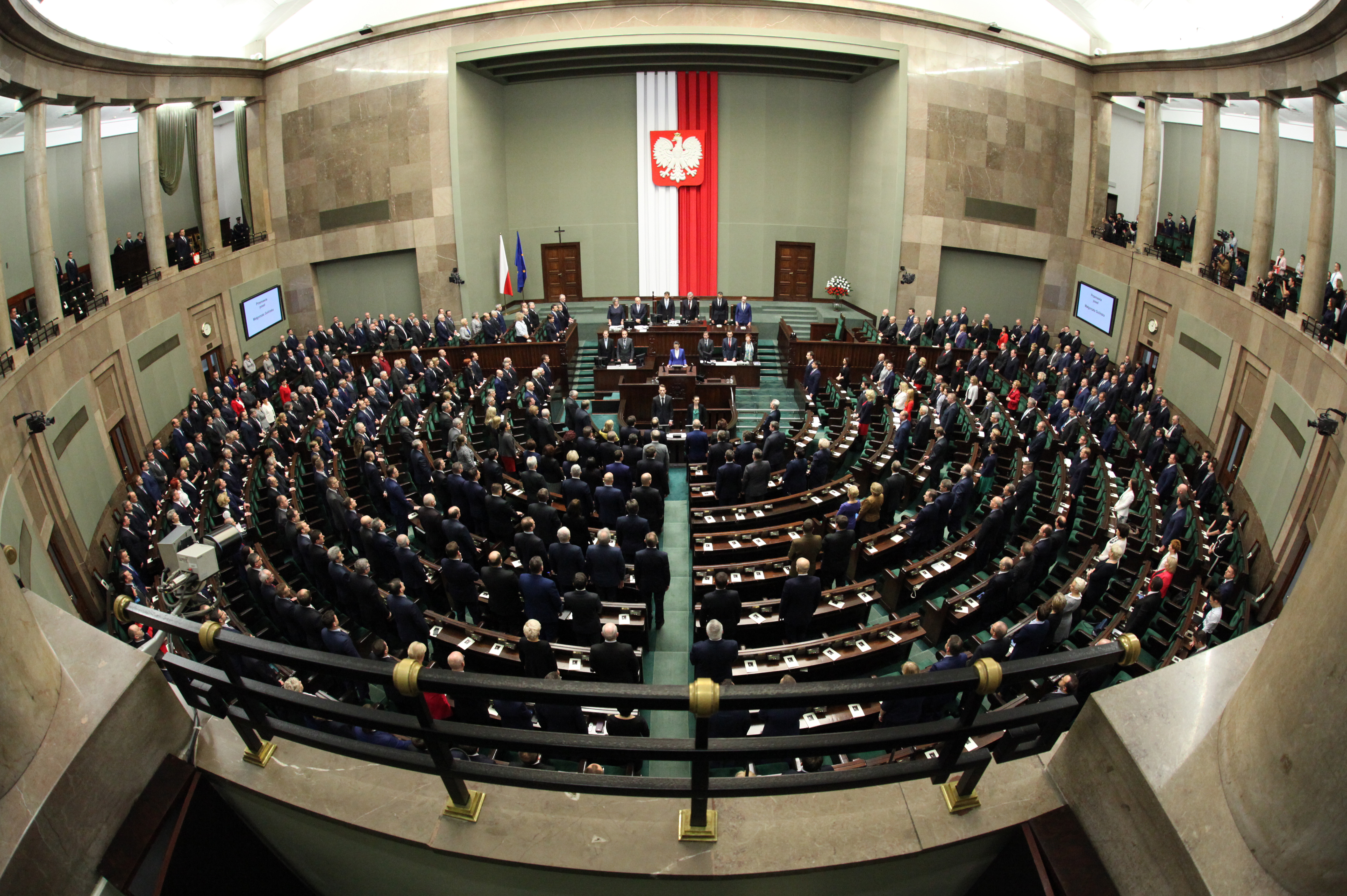
Sala Posiedzeń Sejmu, w której odbywają się posiedzenia izby niższej polskiego parlamentu

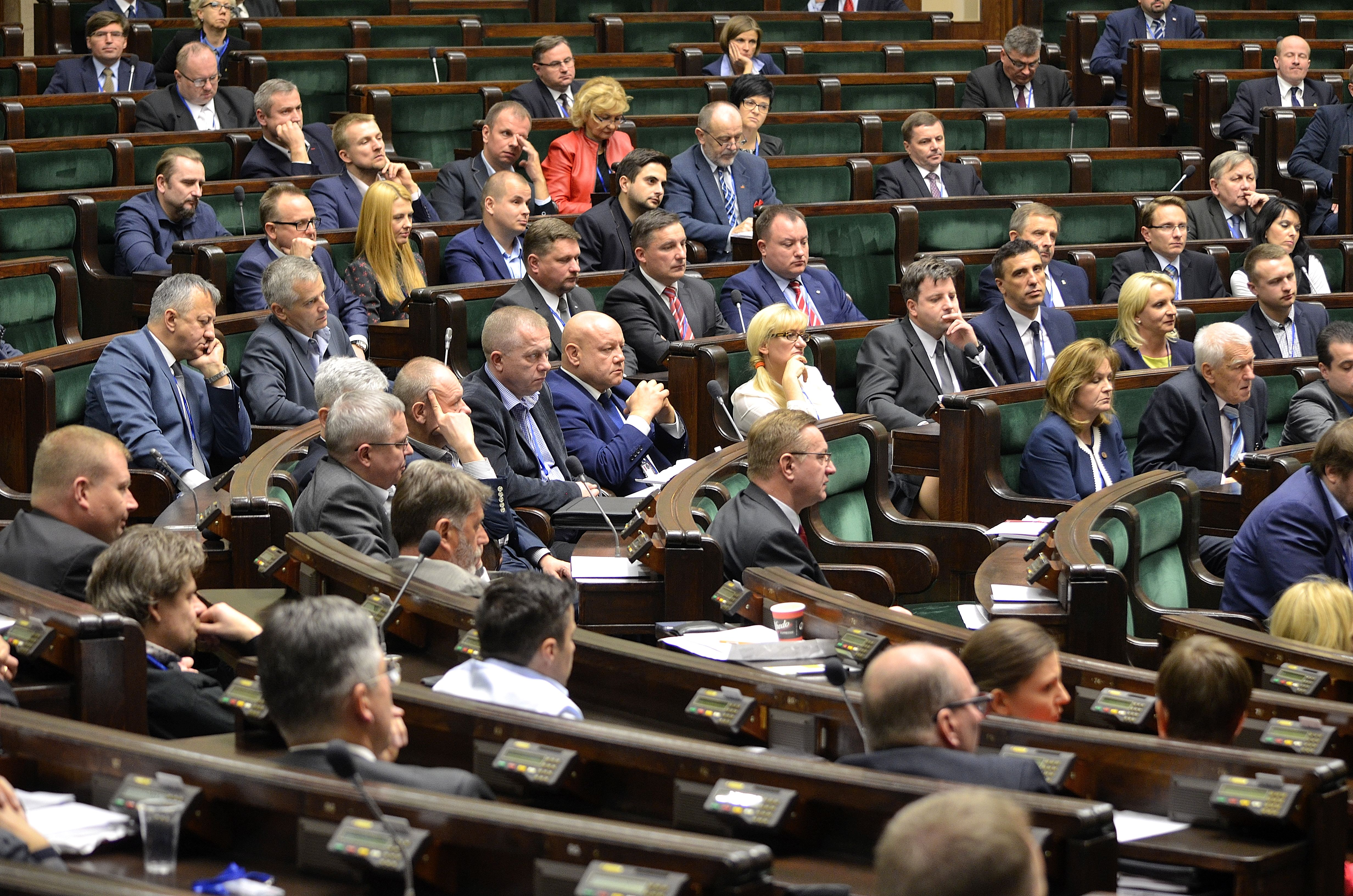
Posłowie w Sali Posiedzeń Sejmu

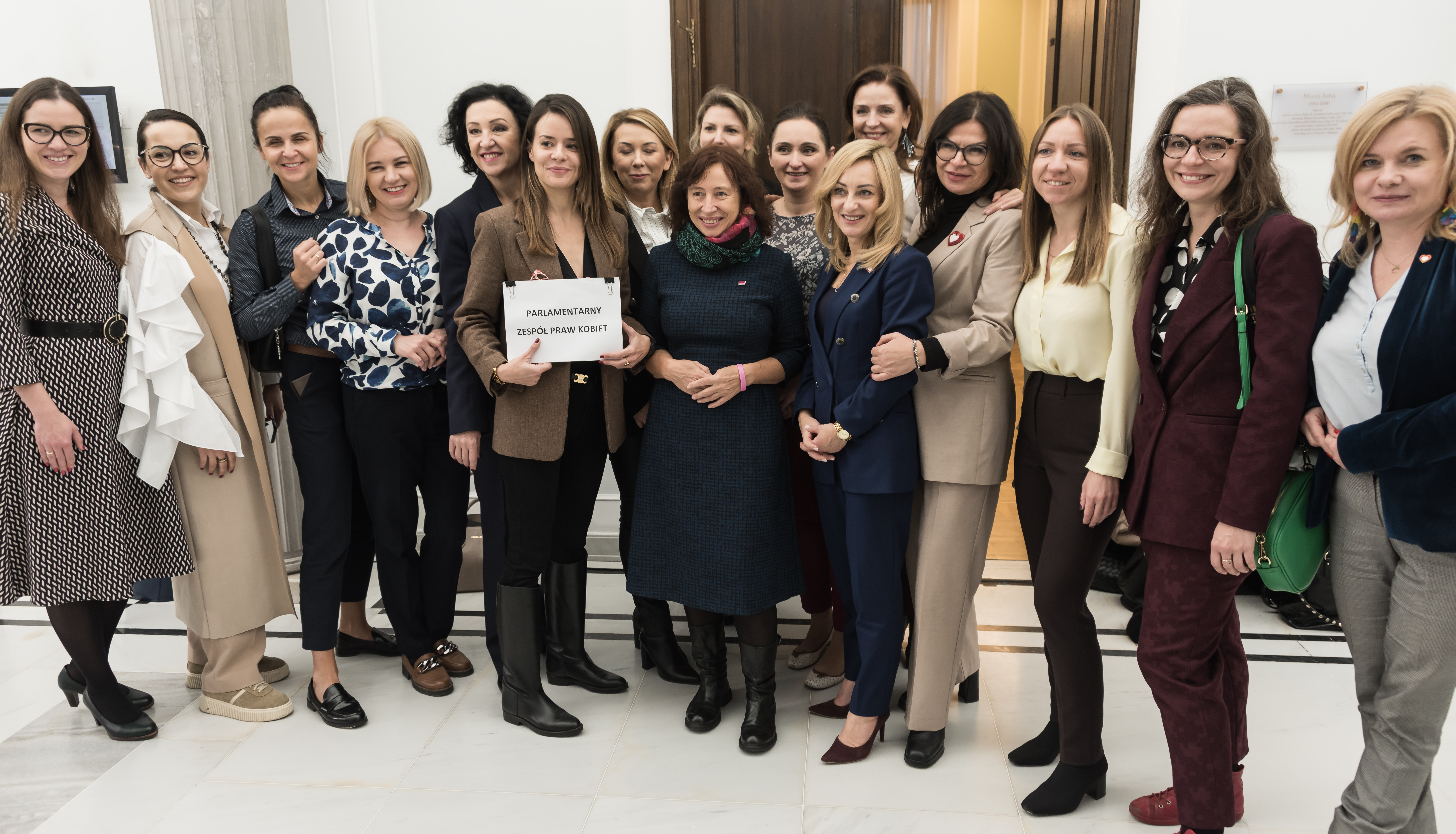
Grupa posłanek w Sejmie

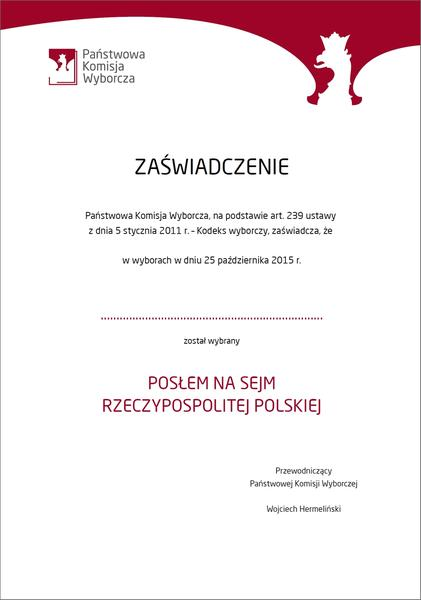
Wzór zaświadczenia o wyborze wręczanego nowo wybranym posłom zgodnie z art. 239 Kodeksu wyborczego przez Państwową Komisję Wyborczą

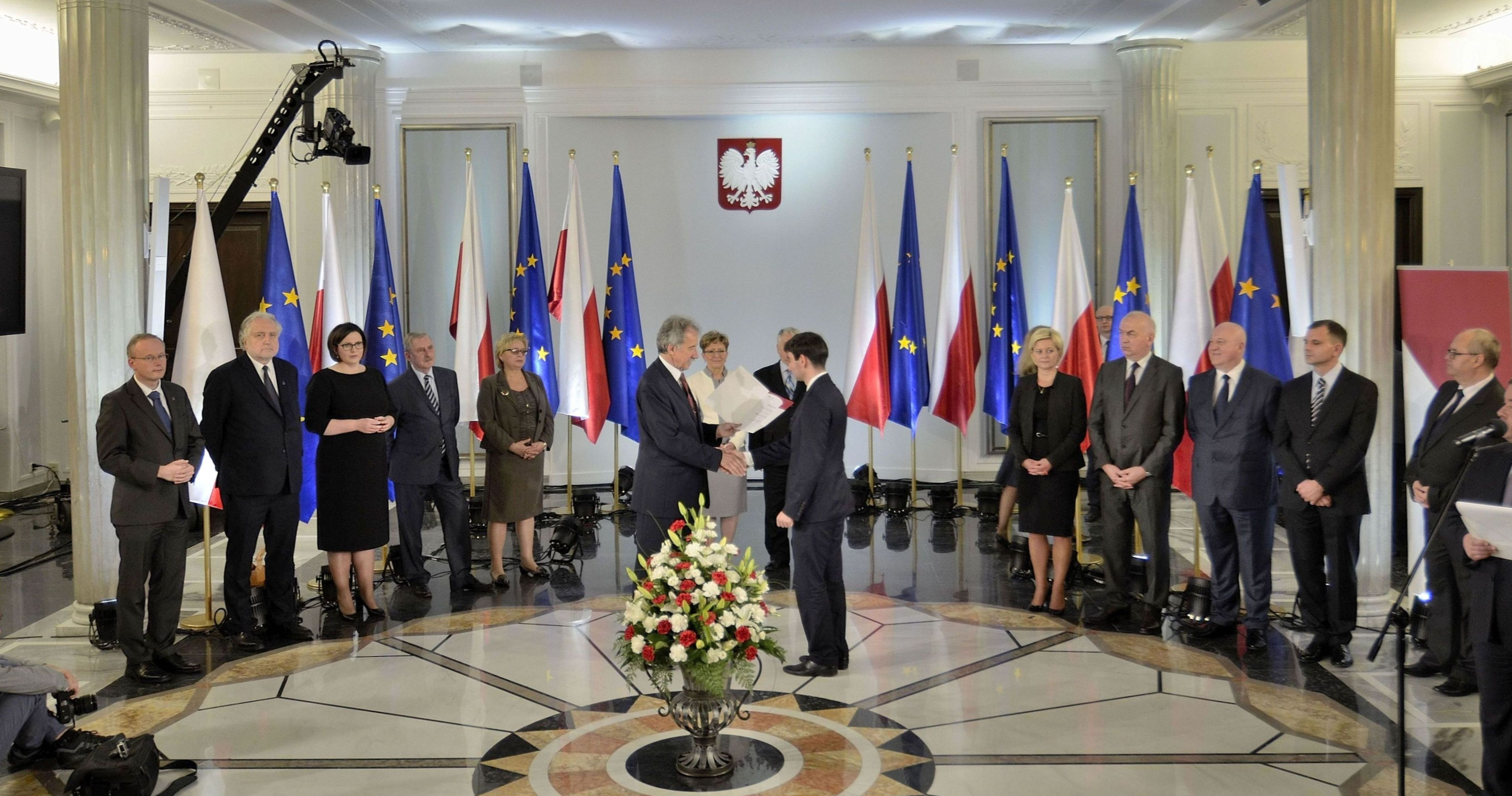
Uroczystość wręczenia przez Wojciecha Hermelińskiego nowo wybranym posłom VIII kadencji zaświadczeń o wyborze w Sali Kolumnowej w Sejmie (2015)

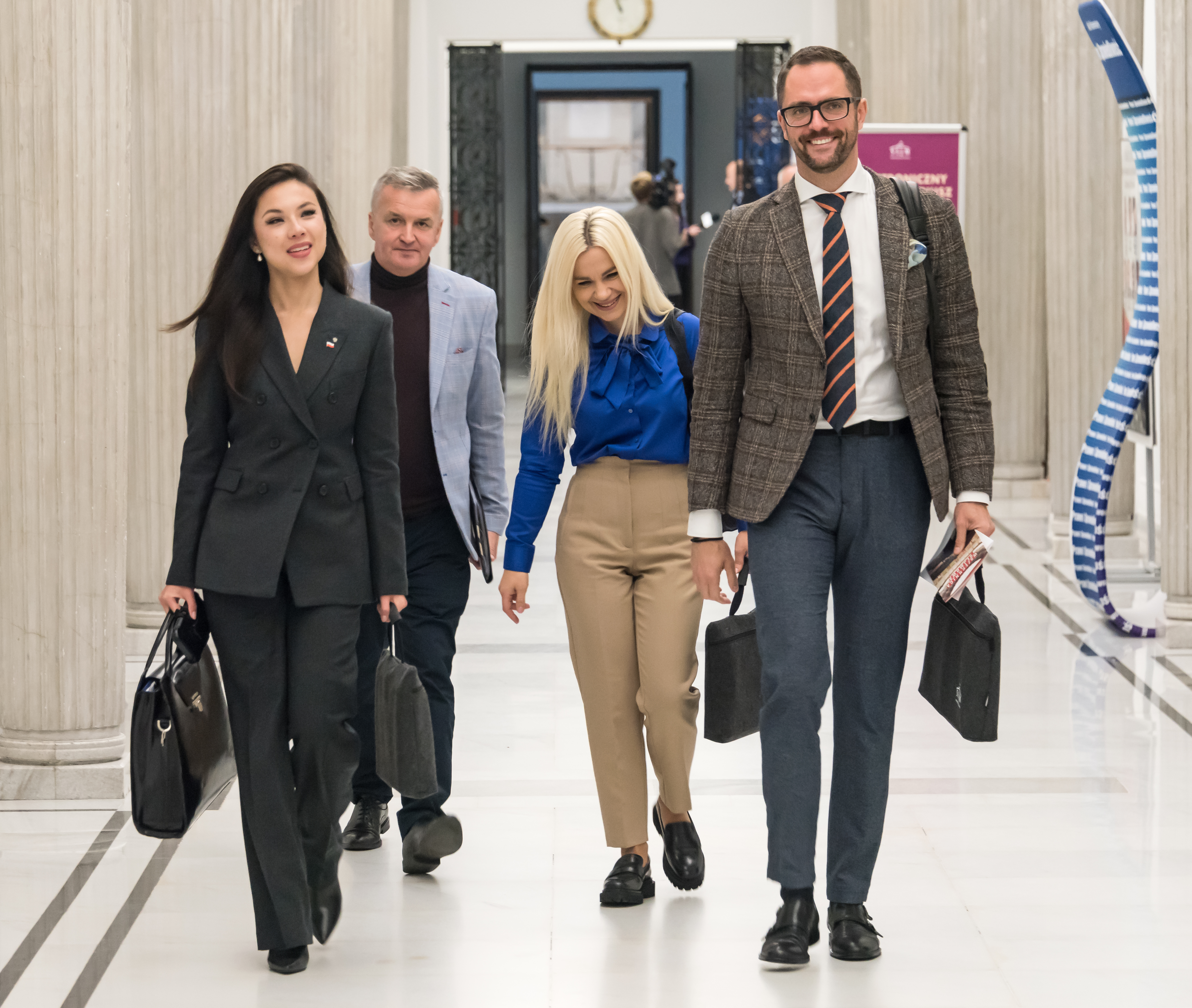
Grupa posłów w Sejmie (2023)

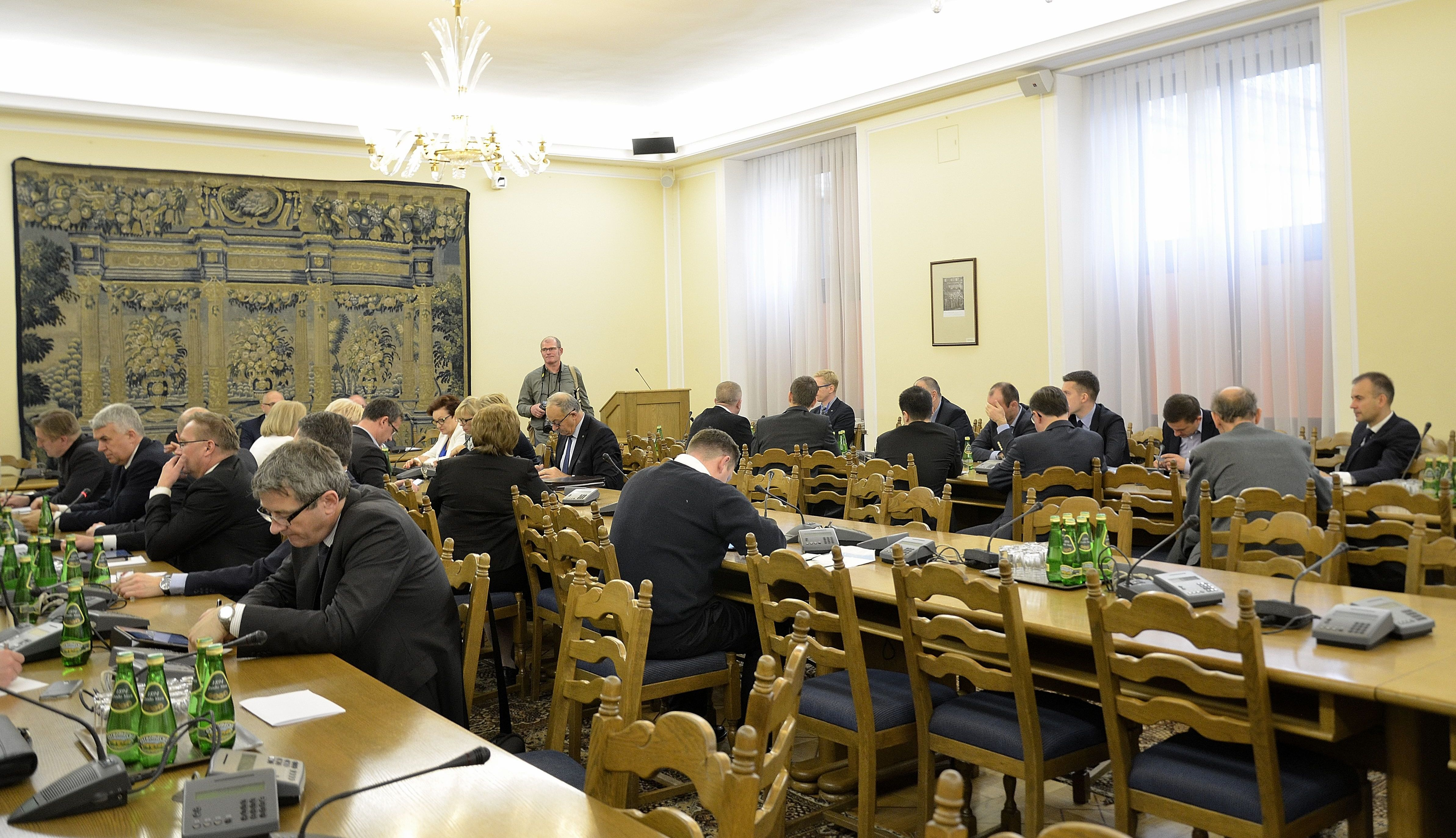
Posłowie podczas posiedzenia sejmowej Komisji Gospodarki i Rozwoju (2015)

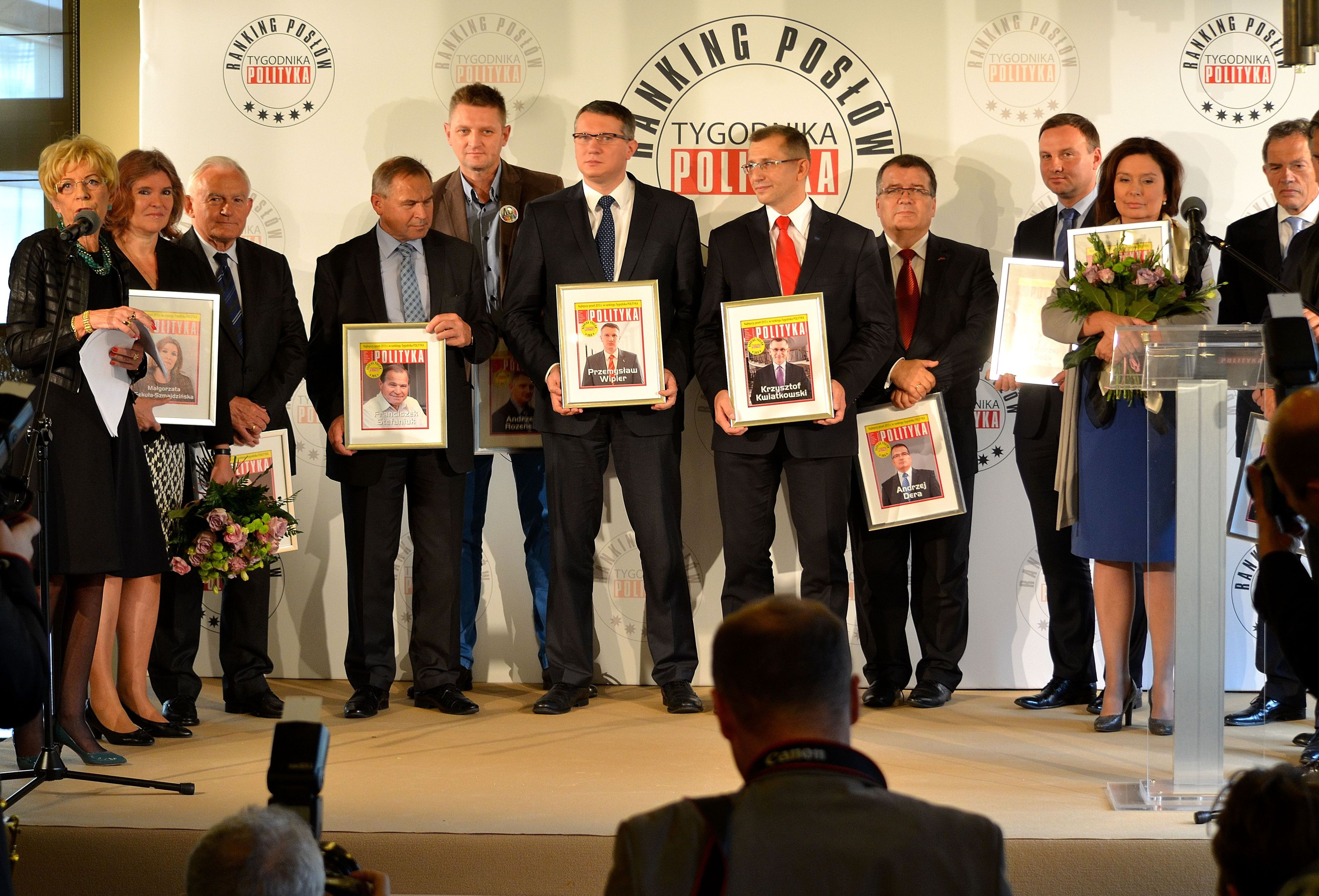
Uroczystość wręczenia wyróżnień posłom – zwycięzcom konkursu na najlepszego posła organizowanego od 1998 przez tygodnik „Polityka” (2013)

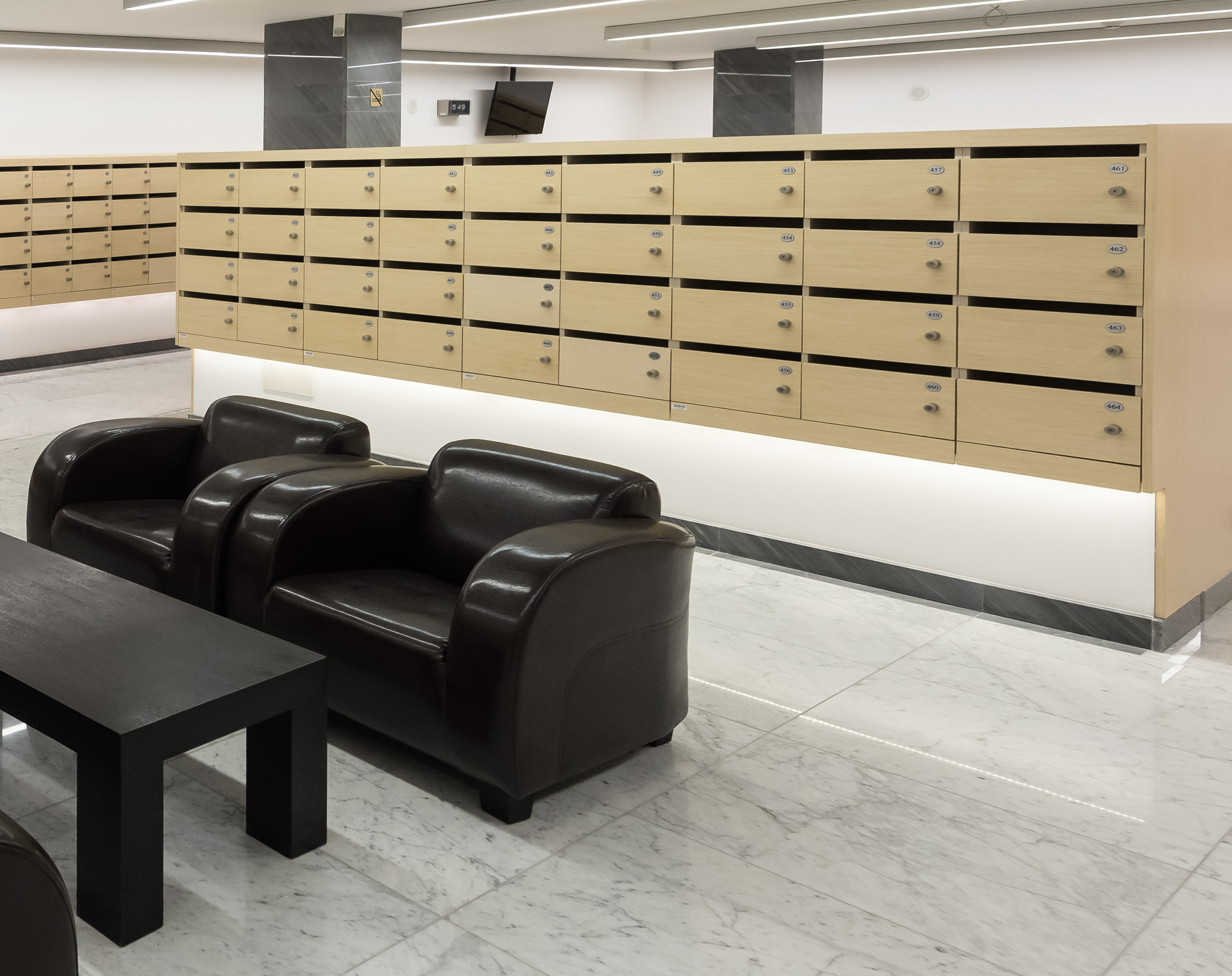
Skrytki poselskie w Sejmie (2024)

Poseł (także: posłanka w odniesieniu do kobiet) – osoba będąca członkiem parlamentu.
W Polsce poseł na Sejm Rzeczypospolitej Polskiej jest członkiem niższej izby parlamentu.

## Posłowie w Polsce
W XV–XVIII wieku poseł był wybierany przez sejmiki, które wydawały wiążące instrukcje, czyli wytyczne jak poseł ma postępować i głosować w Sejmie. Ich wiążący charakter zniosła Konstytucja 3 maja. Również Konstytucja marcowa z 1921 roku i Konstytucja kwietniowa z 1935 zakazywały narzucania posłowi jakichkolwiek instrukcji.
Obecnie stanowisko posła w Polsce może zajmować obywatel, który ukończył 21 lat i ma czynne prawo wyborcze. Posłowie, podobnie jak senatorowie, są przedstawicielami narodu i nie wiążą ich instrukcje wyborców (art. 104 ust. 1 Konstytucji).
Od 2013 formalnie, w korespondencji sejmowej stosuje się feminatyw „posłanka”.

## Status prawny posła
Nowo wybrany poseł nabywa immunitet formalny i przywilej nietykalności w dniu ogłoszenia wyników wyborów. Otrzymuje także od Państwowej Komisji Wyborczej zaświadczenie o wyborze (art. 239 Kodeksu wyborczego). Objęcie mandatu wymaga jednak, zgodnie z art. 104 ust. 2 Konstytucji, złożenia ślubowania poselskiego. Odmowa złożenia ślubowania oznacza zrzeczenie się mandatu (art. 104 ust. 3 Konstytucji).
Najważniejszymi aktami prawnymi określającymi prawa i obowiązki posła są:
- Konstytucja Rzeczypospolitej Polskiej
- ustawa z dnia 9 maja 1996 r. o wykonywaniu mandatu posła i senatora (dalej: ustawa)[4]
- Regulamin Sejmu Rzeczypospolitej Polskiej.

### Prawa
Podstawowe prawa posłów zostały uregulowane w art. 14 ust. 1 ustawy. Są to:
- wyrażanie swego stanowiska oraz zgłaszanie wniosków w sprawach rozpatrywanych na posiedzeniach izby i jego organów,
- czynne i bierne prawo wyborcze do organów Sejmu,
- prawo do zwracania się do Prezydium Sejmu o rozpatrzenie określonej sprawy przez Sejm lub komisję sejmową,
- prawo do zwracania się do komisji sejmowej o rozpatrzenie określonej sprawy,
- uczestniczenie w podejmowaniu poselskich inicjatyw ustawodawczych i uchwałodawczych oraz w rozpatrywaniu projektów ustaw i uchwał Sejmu,
- uczestniczenie w dyskusji nad sprawami rozpatrywanymi przez Sejm lub komisje sejmowe,
- zrzeszanie się w kluby i koła poselskie,
- prawo wystosowania interpelacji i zapytań poselskich.

Ponadto:
- prawo do tworzenia w Sejmie klubów, kół lub zespołów poselskich (art. 17 ustawy),
- wszechstronna pomoc ze strony organów administracji rządowej i samorządu terytorialnego, w tym obowiązek udostępnienia posłowi lokalu na czas odbycia doraźnego dyżuru poselskiego w miejscowości, w której nie otworzył on swego biura poselskiego (art. 24 ustawy),
- pomoc w wykonywaniu mandatu ze strony Prezydium Sejmu i Kancelarii Sejmu (art. 46 ust. 1 i 2 ustawy),
- jeżeli nie narusza dóbr osobistych innych osób, prawo do uzyskiwania informacji i materiałów, wstępu do pomieszczeń, w których znajdują się te informacje i materiały, oraz wglądu w działalność organów administracji rządowej i samorządu terytorialnego, a także spółek z udziałem Skarbu Państwa oraz zakładów i przedsiębiorstw państwowych i samorządowych, z zachowaniem przepisów o tajemnicy prawnie chronionej (art. 19 ustawy),
- prawo do podejmowania w wykonywaniu swoich obowiązków poselskich interwencji w organie administracji rządowej i samorządu terytorialnego, zakładzie lub przedsiębiorstwie państwowym oraz organizacji społecznej, a także w jednostkach gospodarki niepaństwowej dla załatwienia sprawy, którą wnosi we własnym imieniu albo w imieniu wyborcy lub wyborców, jak również zaznajamiać się z tokiem jej rozpatrywania (art. 20 ustawy),
- prawo uczestniczenia w sesjach sejmików województw, rad powiatów i rad gmin, właściwych dla okręgu wyborczego, z którego został wybrany, lub właściwych ze względu na siedzibę biura posła (art. 22 ust. 1 ustawy).

### Obowiązki
- czynne uczestnictwo w pracach izby oraz Zgromadzenia Narodowego, a także ich organów (art 3 ustawy),
- złożenie oświadczenia majątkowego (w przypadku oświadczenia nieprawdy grozi posłowi odpowiedzialność karna),
- informowanie wyborców o swojej pracy i działalności Sejmu (art 1 ust. 2 ustawy), przyjmowania opinii, postulatów, wniosków wyborców oraz ich organizacji oraz branie ich pod uwagę w swej działalności parlamentarnej (art. 21 ust. 1 ustawy),
- utworzenie biura poselskiego (lub poselsko-senatorskiego) w celu obsługi swojej działalności w terenie (art. 23 ust. 1 ustawy).

### Zakazy
- zasada incompatibilitas – zakaz pełnienia innych funkcji i stanowisk w państwie (tzw. niepołączalność formalna):
  - Prezydenta RP,
  - senatora, posła do Parlamentu Europejskiego,
  - pracownika Kancelarii Sejmu, Senatu lub Prezydenta,
  - pracownika administracji rządowej (z wyjątkiem członka Rady Ministrów i sekretarza stanu),
  - Prezesa Narodowego Banku Polskiego i ich zastępców,
  - Prezesa Najwyższej Izby Kontroli i ich zastępców,
  - Rzecznika Praw Obywatelskich i ich zastępców
  - Rzecznika Praw Dziecka i ich zastępców,
  - członka Rady Polityki Pieniężnej,
  - członka Krajowej Rady Radiofonii i Telewizji,
  - sędziego,
  - prokuratora,
  - urzędnika służby cywilnej,
  - żołnierza w czynnej służbie wojskowej,
  - funkcjonariusza policji oraz służb ochrony państwa,
  - wojewody,
  - radnego,
  - wójta,
  - burmistrza,
  - prezydenta miasta,
  - ambasadora.

Ponadto zakaz prowadzenia określonej działalności (tzw. niepołączalność materialna):
- zakaz podejmowania dodatkowych zajęć oraz przyjmowania darowizn mogących naruszyć zaufanie wyborców (sankcją odpowiedzialność regulaminowa),
- zakaz prowadzenia działalności gospodarczej na własny rachunek z wykorzystaniem mienia państwowego i komunalnego,
- zakaz prowadzenia działalności gospodarczej z osiągnięciem korzyści z majątku Skarbu Państwa lub samorządu terytorialnego (sankcją za złamanie zakazu jest pociągnięcie do odpowiedzialności przed Trybunałem Stanu,
- zakaz zasiadania we władzach zarządzających, kontrolnych i rewizyjnych przedsiębiorców z bezpośrednim udziałem państwowych lub komunalnych osób prawnych,
- zakaz posiadania pakietów udziałów lub akcji przekraczających 10% w spółkach prawa handlowego, w których udziały mają państwowe lub komunalne osoby prawne lub podmioty gospodarcze, w których uczestniczą takie osoby.

### Wygaśnięcie mandatu
Wygaśnięcie mandatu następuje wraz z zakończeniem kadencji Sejmu oraz, zgodnie z art. 247 ust. Kodeksu wyborczego, w przypadku:
- śmierci posła,
- utraty prawa wybieralności lub nieposiadania go w dniu wyborów,
- pozbawienia mandatu prawomocnym orzeczeniem Trybunału Stanu,
- zrzeczenia się mandatu,
- zajmowania w dniu wyborów stanowiska lub funkcji, których stosownie do przepisów Konstytucji albo ustaw nie można łączyć z mandatem posła, jeżeli nie złoży on Marszałkowi Sejmu, w terminie 14 dni od dnia ogłoszenia przez Państwową Komisję Wyborczą w Dzienniku Ustaw Rzeczypospolitej Polskiej wyników wyborów do Sejmu, oświadczenia o złożeniu rezygnacji z zajmowanego stanowiska lub pełnionej funkcji,
- powołania w toku kadencji na stanowisko lub powierzenia funkcji, których stosownie do przepisów Konstytucji albo ustaw nie można łączyć ze sprawowaniem mandatu posła,
- wyboru w toku kadencji na posła do Parlamentu Europejskiego.

Wygaśnięcie mandatu posła niezwłocznie stwierdza Marszałek Sejmu w drodze postanowienia, które jest publikowane w Dzienniku Urzędowym Rzeczypospolitej Polskiej „Monitor Polski” (art. 249 Kodeksu wyborczego).
Odmowa złożenia ślubowania poselskiego oznacza zrzeczenie się mandatu (art. 247 ust. 2 Kodeksu wyborczego).

### Zatrudnienie
Stosunek pracy posła jest objęty szczególną ochroną prawną – nie można go zasadniczo rozwiązać w czasie trwania kadencji i w 2 lata po jej zakończeniu, chyba że zgodę na to wyrazi Prezydium Sejmu. Poseł, na czas kadencji, przebywa na urlopie bezpłatnym, który pracodawca jest zobowiązany udzielić na jego wniosek. Jeżeli poseł nie korzysta z urlopu bezpłatnego, wówczas pracodawca zobowiązany jest bezwzględnie umożliwić posłowi wykonywanie obowiązków parlamentarnych na zasadzie pierwszeństwa nad pracowniczymi.

## Gwarancje prawidłowego wykonywania mandatu

### Immunitet
Immunitet polega na wyłączeniu lub ograniczeniu możliwości pociągania posła do odpowiedzialności prawnej oraz legalnego naruszania jego nietykalności osobistej.
Przywilej ten nie obowiązuje w przypadku ujęcia posła na gorącym uczynku, jeżeli jego zatrzymanie jest niezbędne do zapewnienia prawidłowego toku postępowania. W nadzwyczajnych sytuacjach, jak obrona konieczna czy stan wyższej konieczności, wolno podejmować wobec posła czynności niecierpiące zwłoki polegające na ograniczeniu jego wolności osobistej. W razie zatrzymania posła, należy niezwłocznie o tym fakcie powiadomić Marszałka Sejmu, który może nakazać natychmiastowe uwolnienie posła.
Zakaz pozbawiania posła wolności jest ograniczony w czasie – przypada na okres od dnia ogłoszenia wyników wyborów parlamentarnych do momentu wygaśnięcia mandatu (co nie dotyczy wykonania kary pozbawienia wolności orzeczonej prawomocnym wyrokiem sądu)
Rozróżniamy 3 rodzaje immunitetu:
- immunitet materialny – wynikający z art. 105 ust. 1 Konstytucji: jest to zakaz pociągania posła do odpowiedzialności za wszelkie działania wchodzące w zakres sprawowania mandatu, choćby nawet nosiły one znamiona przestępstwa (dot. kadencji i okresu po niej)
- immunitet formalny (szczególny) – wynikający z art. 105 ust. 1 Konstytucji. Jest to zakaz pociągania posła do odpowiedzialności sądowej z tytułu naruszenia praw osób trzecich podczas pełnienia mandatu. Immunitet może być uchylony uchwałą Sejmu popartą bezwzględną liczbą głosów ustawowej liczby posłów.
- immunitet formalny – wynikający z art. 105 ust. 2 Konstytucji: jest to zakaz pociągania posła do odpowiedzialności karnej, chyba że sam wyrazi na to zgodę lub uczyni to Sejm (dot. okresu kadencji). Jeżeli postępowanie karne wobec posła zostało wszczęte przed dniem wyboru, wówczas nie ulega ono automatycznemu zawieszeniu do czasu wygaśnięcia mandatu – taką decyzję może podjąć jedynie Sejm na wniosek posła, przeciw któremu prowadzone jest postępowanie uchwałą popartą przez liczbę 3/5 głosów ustawowej liczby posłów.

### Świadczenia materialne
Obejmują one całość uprawnień o charakterze finansowym i rzeczowym zapewniającym posłowi bądź zwrot ponoszonych kosztów w związku z wykonywaniem mandatu. Posłowi na Sejm Rzeczypospolitej Polskiej przysługują następujące świadczenia materialne:
- uposażenie poselskie w kwocie 12.826,64 zł brutto (bez dodatku z tytułu wysługi lat); uposażenie nie przysługuje posłom, którzy pozostają w stosunku pracy, tj. nie korzystają z urlopu bezpłatnego na czas sprawowania mandatu, posłom prowadzącym działalność gospodarczą oraz posłom, którzy nie zawiesili prawa do emerytury lub renty); uposażenie poselskie jest traktowane jako wynagrodzenie ze stosunku pracy[6];
- dodatek do uposażenia poselskiego w wysokości 20% uposażenia (posłowie pełniący funkcję przewodniczących komisji sejmowych), 15% uposażenia (zastępcy przewodniczących komisji) oraz 10% uposażenia dla posłów pełniących funkcję przewodniczących stałych podkomisji; łączna wysokość dodatków nie może jednak przekroczyć 35% uposażenia poselskiego[7]:
- dieta poselska w wysokości 4008,33 zł; dieta jest wolna od podatku dochodowego od osób fizycznych do kwoty 2280 zł miesięcznie;
- bezpłatne przejazdy środkami publicznego transportu zbiorowego, przeloty w krajowym przewozie lotniczym oraz prawo do bezpłatnych przejazdów środkami publicznej komunikacji miejskiej[8];
- ryczałt na pokrycie kosztów związanych z prowadzeniem biura poselskiego w wysokości 19 000 zł miesięcznie[9] (poseł z orzeczonym znacznym stopniem niepełnosprawności może wystąpić do Marszałka Sejmu o podwyższenie tej kwoty o nie więcej niż 50%); wysokość ryczałtu jest taka sama dla wszystkich posłów, tj. nie zależy od liczby filii biura poselskiego; z tych środków poseł pokrywa również wydatki na paliwo do samochodu[10];
- dla posłów zameldowanych na pobyt stały poza Warszawą zakwaterowanie w Domu Poselskim lub ryczałt na wynajęcie mieszkania na terenie Warszawy w wysokości do 3500 zł miesięcznie albo 116 zł za jedną dobę hotelową[11];
- pokrycie kosztów noclegów poza miejscem stałego zamieszkania i poza Warszawą, związanych z wykonywaniem mandatu poselskiego w wysokości do 7600 zł rocznie[12];
- bezpłatne przeloty lotnicze w czasie delegacji zagranicznych organizowanych przez Kancelarię Sejmu; na trasach europejskich (poza członkami Prezydium Sejmu, przewodniczącymi komisji sejmowych oraz przewodniczących stałych delegacji parlamentarnych) posłom przysługuje klasa ekonomiczna, na trasach pozaeuropejskich – klasa biznes[13];
- prawo do bezpłatnej korespondencji poselskiej (zgodnie z limitem ilościowym określonym przez Prezydium Sejmu)[14];
- świadczenia z funduszu świadczeń socjalnych m.in. pożyczki na cele mieszkaniowe (oprocentowanie w wysokości 1% dla pożyczki udzielonej na okres do 12 miesięcy oraz 2% dla pożyczki udzielonej na okres do 24 miesięcy; maksymalna wysokość pożyczki to 30 000 zł i 40 000 zł, w zależności od jej celu); bezzwrotne zapomogi losowe (trudna sytuacja materialna, choroba lub zgon członka rodziny, utrata mienia) w wysokości od 3000 zł; co do zasady zapomoga może być przyznana tylko raz w roku kalendarzowym[15];
- w związku z zakończeniem kadencji posłowi przysługuje odprawa parlamentarna w wysokości trzech uposażeń (odprawa nie przysługuje, jeżeli poseł został wybrany na następną kadencję)[16];
- w razie śmierci posła w czasie wykonywania mandatu lub w ciągu trzech miesięcy po jego wygaśnięciu, odprawa pośmiertna na zasadach i w wysokości określonych dla pracowników w Kodeksie pracy[16];
- posłowi, który w trakcie sprawowania mandatu lub w ciągu 12 miesięcy po jego wygaśnięciu albo dwóch lat od zakończenia korzystania z urlopu bezpłatnego, uzyskanego na czas sprawowania mandatu, przechodzi na emeryturę albo rentę, przysługuje jednorazowa odprawa w wysokości trzech uposażeń – przy przejściu na emeryturę oraz jednego uposażenia – przy przejściu na rentę[17];
- po zakończeniu kadencji poseł znajdujący się w szczególnie ciężkiej sytuacji materialnej spowodowanej m.in. brakiem źródła dochodu może otrzymać zapomogę w wysokości od 3000 zł. W przypadku zgonu posła lub byłego posła zapomoga może być również udzielona członkom jego rodziny[15].

## Etyka poselska
Zasady etycznego postępowania parlamentarzystów zostały określone w uchwale Sejmu z dnia 17 lipca 1998 – Zasady Etyki Poselskiej.
Kwestię odpowiedzialności posłów za naruszenie Zasad Etyki Poselskiej normuje Regulaminu Sejmu (art. 147), który upoważnia Komisję Etyki Poselskiej do zwrócenia posłowi uwagi, udzielenia mu upomnienia lub nagany. Uchwały Komisji podaje się do wiadomości publicznej.